# Excidobates mysteriosus
Excidobates mysteriosus es una especie de anfibio anuro de la familia Dendrobatidae. Esta ranita venenosa es endémica de la Cordillera del Cóndor en Cajamarca y Amazonas, Perú. Habita bosques primarios entre los 600 y los 1305 m de altitud.
Mide entre 27 y 29 mm. Son de color negro o marrón oscuro con puntos blancos grandes por todo el cuerpo. Este patrón de puntos es variable, pero siempre hay uno presente bajo la boca y otro en la parte inferior de los muslos.
Su microhábitat son las bromelias, en ellas es donde se encuentran casi siempre, donde se reproducen y donde los renacuajos se desarrollan. Se alimenta de pequeños insectos.
Se encuentra amenazada de extinción debido a que tiene un área de distribución muy restringida y en ella la deforestación de su hábitat es muy intensa. También su colecta para el mercado negro de mascotas ha impactado fuertemente a esta especie.